# Державотворення
Державотво́рення (англ. State Building, нім. Staatsbildung, Staatsaufbau) — комплексний довготривалий процес, спрямований на утворення держави, який включає культурні, політичні, міфологічні, релігійні та ін. чинники. Не в кожній державі поняття «державотворення» має ті значення і роль, які вони мають в Україні на нормативно-правовому та науковому рівнях.

## Державотворення в Західній Європі
Термін державотворення (англ. State-building) запровадив у 1975 році американський соціолог Чарльз Тіллі стосовно історії Західної Європи. Тіллі виходив з того, що з винайденням пороху війни в Європі стали вимагати величезних затрат, а тому захистити себе могли тільки великі народи, об'єднані сильними державами. Він також вважав, що найкращою аналогією до державотворення є організована злочинність:
|  | Якщо охоронний рекет є організованою злочинністю в її найбільш впорядкованому вигляді, то ведення війни і державне будівництво — по суті, той самий охоронний рекет, тільки узаконений — цілком можна кваліфікувати як найважливіші приклади організованої злочинності. Аж ніяк не тавруючи всіх генералів і державних діячів як убивць або злодіїв, я, тим не менше, наполягаю на корисності цієї аналогії. Принаймні в європейському досвіді останніх кількох століть зображення військових і державних діячів як силових корисливих підприємців набагато більше відповідає фактам, ніж основні альтернативи, на кшталт суспільного договору, відкритого ринку, на якому воєначальники і політики пропонують свої послуги зацікавленим споживачам, або ж суспільства, чиї загальні норми і очікування породжують правління тієї чи іншої властивості. |

## Державотворення в Східній Європі

### Державотворення в Україні
За сучасними версіями державотворення в Україні починається від Антського союзу племен, потім — Київської Держави, Галицько-Волинського князівства, продовжується за часів Козацької України, а в XX ст. — УНР/ЗУНР та сучасної України. Виборність влади та проведення віче є невід'ємною складовою усього українського державотворення.

## Еволюція державотворення в історії
Еволюція державотворення в історії - це складний та цікавий процес, який включає в себе формування та трансформацію політичних утворень від найранніших спільнот до сучасних національних держав. Ось кілька ключових моментів та періодів у еволюції державотворення:
1. Первісні спільноти і родова організація: У найранніших стадіях історії людства, люди жили в малих спільнотах, які базувались на родовій організації. Держава як така ще не існувала, і влада була розділена між старшими членами роду.
2. Давній Схід: У давній Єгипті та Месопотамії виникли одні з перших цивілізацій з організованою централізованою владою. Фараони та царі керували великими територіями, встановлюючи закони та структури суспільства.
3. Поліс: У Стародавній Греції виникли перші поліси - маленькі міські держави з демократичними установами, включаючи загальні збори громадян. Цей досвід мав величезний вплив на розвиток політичних ідей.
4. Римська Імперія: Римська імперія стала однією з найбільших та найвпливовіших держав свого часу. Її структура включала в себе місцеву самоврядування, а також централізовану владу в Римі. Римське право і політичні інституції вплинули на подальший розвиток європейської державності.
5. Середньовіччя: У середньовіччі влада була децентралізованою, і існували феодальні структури, де лорди та феодали контролювали певні території. Державні кордони були нестійкими, і влада була розподілена між різними феодалами.
6. Епоха Великих Відкриттів і колонізація: Відкриття Америки та інших континентів призвело до створення нових держав та імперій, таких як Іспанська імперія та Британська імперія. Цей період відзначився географічним розширенням держав.
7. Епоха Ренесансу та Просвітництва: Відновлення інтересу до античної культури та ідеї розумного управління вплинули на формування сучасних концепцій права і політики. З'явилися ідеї соціального договору та прав людини.
8. Формування національних держав: В 19-му і 20-му століттях відбулася велика хвиля націоналізації, що призвела до створення сучасних національних держав на базі національних ідентичностей.
9. Сучасність: Сьогоднішні національні держави визнаються міжнародними суб'єктами, що мають суверенітет і владу над своєю територією. З'явилися нові виклики, такі як глобалізація і міжнародні організації, тероризм та проксі-війни.

Ця еволюція державотворення показує, як історичні, культурні, економічні та політичні фактори впливали на формування та розвиток держав у різні епохи.

## Міжнародні зусилля державотворення
Термін державотворення вживається також для позначення міжнародних зусиль, спрямованих на відбудову, утворення й зміцнення слабких держав у післяконфліктні періоди, таких як план Маршала щодо Німеччини після другої світової війни.

## Критика
За думкою українського філософа Євгена Сверстюка
…слово «державотворення» є дуже фальшиве і дуже пахне «совковістю»…. термін «державотворення» пішов від тих, хто проповідував культи держави. Це й партійні органи, й органи безпеки. Держава, і все для держави, і хліб для держави, і людина для держави, і державотворення…